# Aosta Calcio 511
L'Associazione Sportiva Dilettantistica Aosta Calcio 511  è una società italiana di calcio a 5 con sede a Aosta.

## Storia

### Le origini
Nel 1983 inizia la sua attività, prima squadra valdostana ufficiale con atto costitutivo regolarmente registrato, con la denominazione "Polisportiva Coumba Freide", prendendo nome dalla vallata limitrofa al nord della città di Aosta e la divisa gialloblu conservata fino ad oggi. Nel 1984 viene affiliata al CONI nella FIGC, quando già aveva preso parte al campionato della F.I.Ctt. (Federazione Italiana Calcetto) con Gianluca Fea primo presidente. La squadra si fondava su un gruppo di amici di Aosta, alcuni tennisti, che nonostante buone basi e tanto entusiasmo non riescono a superare la fase regionale, nettamente fermati dal Millefonti Torino poi laureatasi vice campione d'Italia. Intanto per acquisire esperienza l'Aosta organizza tornei internazionali: nel 1985 con gli olandesi del Rozet di Rotterdam ed i belgi del Ceverbo; nel 1986 il torneo si amplia e ci sono olandesi, belgi, torinesi e nuove squadre valdostane nate sull'onda sollevata dall'Aosta. Nel 1987 viene organizzata la finale nazionale della Coppa Italia di Calcio a Cinque. In quegli anni la squadra rimane sempre nella massima categoria regionale, anche quando in Piemonte e Valle d'Aosta il calcio a cinque viene organizzato su più livelli.

### L'approdo ai campionati nazionali
La disciplina cresce e con lei l'Aosta che nel 1989 entra a far parte del primo campionato di serie A nazionale diviso in quattro gironi e nel 1990 partecipa al primo campionato di serie A a 20 squadre girone unico. L'Aosta si chiama "Diadora Team", si classifica al 16º posto e retrocede in B dove prosegue un dignitoso cammino. Nel 1994 raggiunge la serie B l'Aymavilles e si disputano i primi ‘derby’ molto sentiti e seguiti. Nel 1995 la società fonda le basi della garanzia di permanenza in attività negli anni: ottenuta due anni prima la personalità giuridica costruisce con un finanziamento dell'ICS il Centro Sportivo Montfleuri attuale sede e campo di gioco della società.
Nel 1996 le valdostane in B sono addirittura tre con il ripescaggio dell'Eurotravel. Campionato entusiasmante per le valdostane tutte ai primi posti con i gialloblu, tornati ‘Aosta Calcio a 5’, che si qualificano per riassaporare la serie A con Fea Gianluca allenatore e giocatori del calibro di Ferri, Trotta, Sai, Cappellino, molto noti in alta Italia, e con loro, tra gli altri, i valdostani Rossero, Pacchiodi, Adorni, Bellomo, Patacchini e lo slavo Derviscausevic. L'Aosta arriva 16^ su 18 squadre e retrocede in serie B dove ritrova solo l'Aymavilles ed i derby si disputeranno fino all'anno d'istituzione della serie A2, quando l'Aosta ottiene la promozione diretta al nuovo campionato. L'Aosta rimane in A2 fino all'anno 2003 quando viene retrocessa per motivi disciplinari/burocratici Nelle successive due stagioni in B resta ai margini della zona play-off e dedica molta attenzione alla crescita del settore giovanile.

### L'era Gomes
Nel 2004 con l'arrivo del giocatore brasiliano Marcelino Gomes, su cui la società decide d'investire quale allenatore di prima squadra, under 21 e Juniores, comincia un nuovo ciclo di successi grazie ai risultati della propria politica d'investimento sui giovani.
Nella stagione 2005/06 la squadra, composta per oltre l'80% da giocatori provenienti dalla propria Juniores degli anni precedenti, ritorna in A2 per poi ridiscendere in B nell'anno 2008 nonostante i 27 punti conquistati. Buone notizie giungono tuttavia dal settore giovanile: mercoledì 4 giugno 2008 la formazione Juniores si laurea campione d'Italia superando nella finale della Final Eight organizzata proprio al Montfleuri, l'Augusta per 2 a 0 grazie alle splendide reti del ragazzo di casa, Gaetano, e del grande Capitano Laruccia. Si conferma l'alto livello delle giovanili portando a casa anche il titolo di vice-campione d'Italia under 21 arrendendosi solo all'Augusta in finale.
L'anno successivo la squadra, laureatasi campione d'inverno nel girone A di Serie B, arriva seconda alle spalle dell'Asti dopo un combattuto testa a testa durato tutta la stagione, e a niente servono i play-off conclusi in semifinale.
L'under 18 si riconferma campione d'Italia battendo in finale l'Arzignagno Grifo durante la Final Eight svoltasi ad Ascoli. 
Nella stagione 2009/2010 un campionato condotto dall'inizio alla fine porta la squadra alla promozione in Serie A2. Nella stagione 2010/2011 dopo aver condotto un buon girone d'andata, la squadra anche a causa delle moltissime assenze, viene risucchiate nei bassifondi della classifica ed al termine della regular season si classifica al quartultimo posto e deve giocare i play-out, che condannano l'Aosta alla retrocessione in serie B.

### Il nuovo ciclo
Dopo un anno di "purgatorio" in serie B grazie a nuovi arrivi del calibro di Barcellos e Boaventura, alla voglia di vincere del gruppo (chiamato affettuosamente "famiglia Aosta"), alla tenacia del suo allenatore Lino Gomes ed alla spinta del pubblico riesce a riconquistare la serie A2.
Nell'estate del 2012 cambia la denominazione da P.C.F. Aosta Calcio a 5 a Aosta Calcio Pollein A.S.D..
Il quarto posto finale e l'approdo ai play-off maturati nella stagione 2012-13 riporta l'Aosta nei piani alti del calcio a 5 nazionale. La stagione seguente la società si fonde con il Pollein dando vita all'inedita A.S.D. Aosta Calcio 511.

## Selezione femminile
La società vanta anche una formazione di Calcio a 5 femminile, che al termine della stagione 2023/24 ha ottenuto la prima storica promozione in Serie B. Nella stagione successiva, la squadra ha conquistato la salvezza nel Girone A della categoria.

## Colori e simboli

### Colori
I colori dell'Aosta Calcio 511 sono da sempre il giallo e il blu.

### Logo

Logo in uso tra il 1983 e il 2011.

## Palmarès

### Competizioni nazionali
- Campionato di Serie B: 3
2005-06, 2009-10, 2011-12

### Competizioni giovanili
- Campionato italiano Under-21: 1
2004-05
- Coppa Italia Under-21: 1
2015-16
- Campionato italiano Under-19: 1
2022-23